# Затон (Казахстан)
Зато́н (каз. Затон) — село у складі Кизилжарського району Північноказахстанської області Казахстану. Входить до складу Петерфельдського сільського округу.
Населення — 174 особи (2021; 216 у 2009, 246 у 1999, 227 у 1989).
Національний склад станом на 1989 рік:
- росіяни — 100 %.